# Jacob Toorenvliet

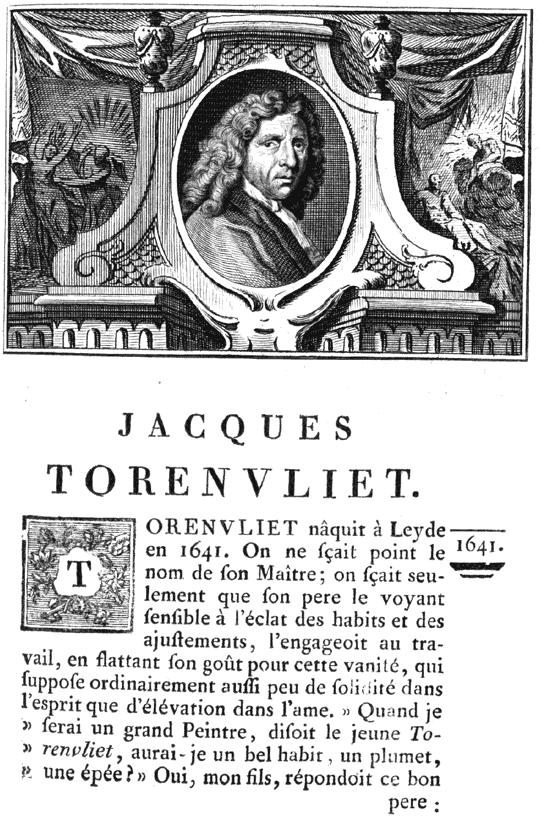
Jacob Toorenvliet

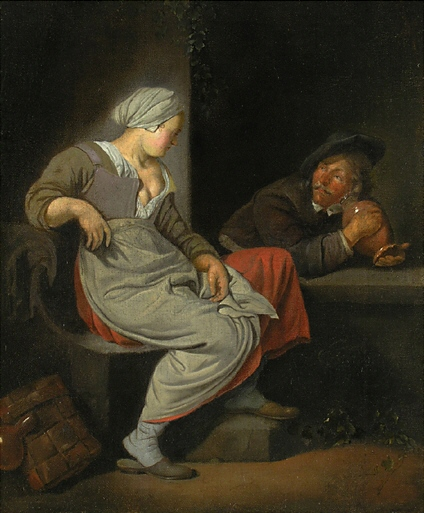
Jacob Toorenvliet: Trinkender Bauer und Magd

Jacob Toorenvliet, gelegentlich auch Jacob Torenvliet, Jacob Toornvliet, oder Jacob van Toorenvliet (* 1640 in Leiden; † 3. Januar 1719 in Oegstgeest) war ein niederländischer Maler und Radierer.

## Leben und Werk
Jacob Toorenvliet wurde am 1. Juli 1640 in der Hooglandse Kerk zu Leiden getauft. Sein Vater und Lehrer war Abraham Toorenvliet I., ein geachteter Glasmaler und Zeichenlehrer in Leiden. Vermutlich übernahm dieser nur den ersten Teil der Ausbildung und schickte Jacob anschließend zu seinem Schwager Gerard Dou in die Lehre. Ein erstes, gezeichnetes Selbstporträt Jacob Toorenvliets datiert aus dem Jahre 1655, als er 15 Jahre alt war. 
Um 1659 endete Toorenvliets Ausbildung; aus dem gleichen Jahr datiert auch sein erstes Gemälde. Ab 1663 war er vermutlich auf Reisen, die ihn möglicherweise über Flandern nach Wien und ein erstes Mal nach Rom geführt haben dürften, denn 1669 malte er ein Porträt des zu diesem Zeitpunkt in Rom weilenden Orientreisenden Karel Quina. Nach kurzem Aufenthalt in den Niederlanden brach er 1670 zusammen mit Nikolaes Roosendael erneut nach Rom auf. 
Zwischen 1670 und 1673 hielt sich Toorenvliet in Venedig auf, wo er vermutlich auch seine erste Frau heiratete. Aus dieser Zeit ist eine Zeichnung erhalten, die mit „J Torenvliet Venetie f.“ bezeichnet ist. Wahrscheinlich siedelte Toorenvliet 1673/74 mit Frau und Kind nach Wien über, wo er bis Mitte 1679 blieb und vorrangig Darstellungen von Halbfiguren auf kleinen Kupfertafeln sowie Allegorien und Historien malte. Bemerkenswert und einzigartig sind seine aus dieser Schaffensphase stammenden Judendarstellungen.
Nach dem Tod der beiden Söhne (1678 und 1679) und dem Ausbruch der Pest ging Toorenvliet Mitte 1679 zunächst für kurze Zeit nach Leiden zurück, wo er seine zweite Frau Susanna Verhulst kennenlernte, mit der er im Frühjahr 1680 nach Amsterdam zog. Dort kamen auch seine Kinder Lidia (1680) und Abraham (1682) zur Welt. Toorenvliet hatte noch in Leiden Jacobus van der Sluys als Schüler angenommen, der ihm nach Amsterdam folgte, um dort seine Ausbildung fortsetzen zu können. Später unterwies Jacob Toorenvliet auch seinen Sohn Abraham in der Malerei.
1686 kam Toorenvliet zurück nach Leiden und trug sich in die dortige Sint-Lucasgilde ein, in der er fortan regelmäßig die Funktion eines Hauptmannes bzw. eines Dekans ausübte. Darüber hinaus gründete er um 1694 zusammen mit Willem van Mieris und Carel de Moor in Leiden eine Tekenacademie (Zeichenakademie). Sein Amt als einer der Direktoren gab er jedoch vor 1704 wieder auf. 1712 endete seine Mitgliedschaft in der Sint-Lucasgilde. 1717 findet sich sein Name noch einmal in den Akten der Leidener Universität, wo er als informator pingendi eingetragen ist. Jacob Toorenvliet starb 1719 im Alter von 79 Jahren und wurde in Oegstgeest, einem Dorf vor den Toren Leidens, begraben.

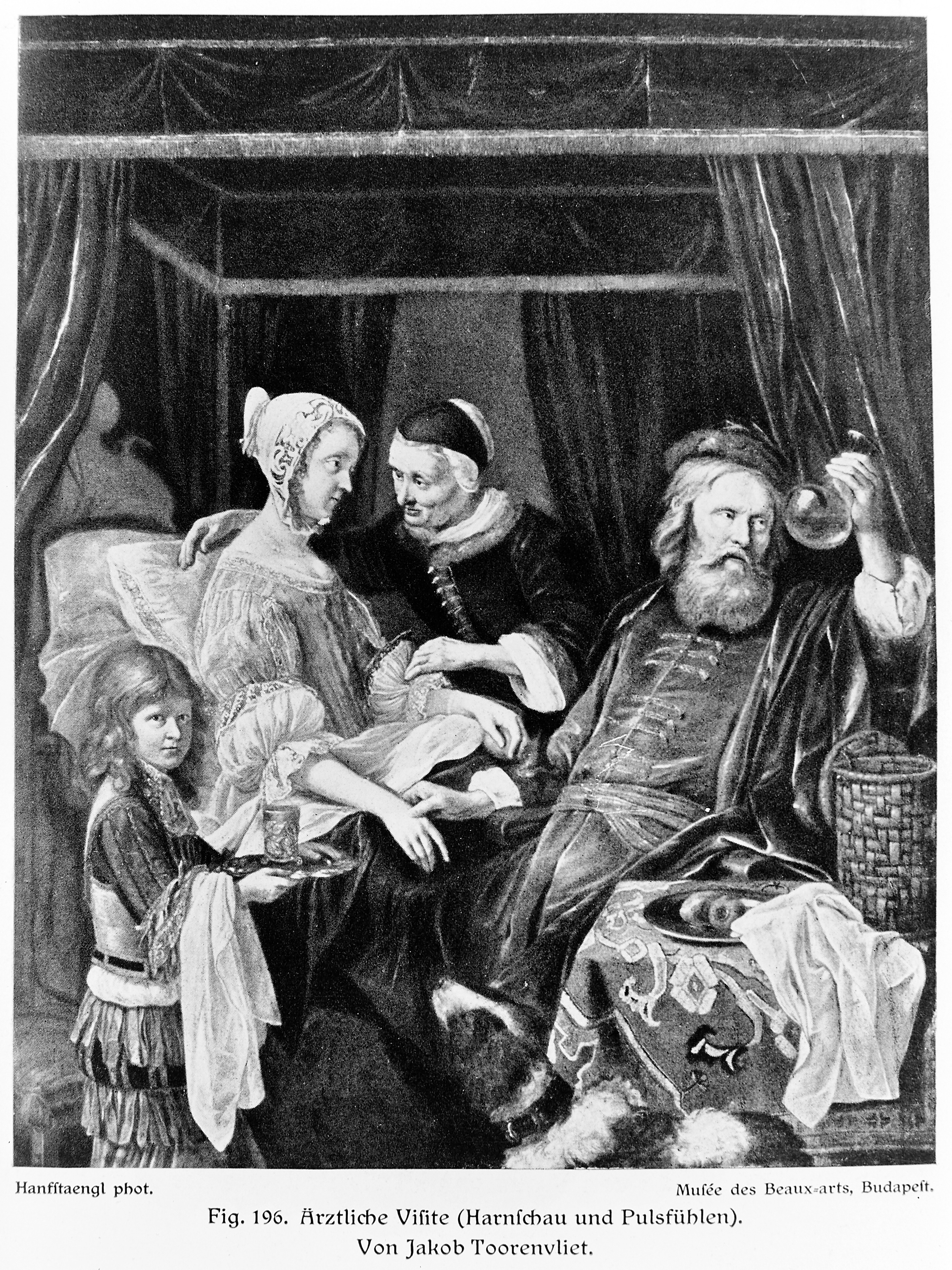
Uroskopie-Szene

Jacob Toorenvliets Malweise hat ihren Ursprung in der Leidener Genremalerei. Obwohl Toorenvliets Gemälde feinmalerische Elemente besitzen, kann man sie dennoch nicht als Werke eines Feinmalers bezeichnen. Toorenvliet nimmt in seinen Arbeiten Einflüsse unterschiedlichster Art auf, verschmilzt diese aber mit eigenen Ausdrucksformen. Hierdurch sind diese Gemälde immer als Schöpfungen Jacob Toorenvliets erkennbar. Die vielen Kopien und Nachahmungen seiner Arbeiten führten jedoch zu einer Verzerrung der Qualität seines Œuvres und somit zu einer ungerechtfertigten Abwertung dieses Malers.
Der Maler Christoph Toorenvliet ist nach heutigem Stand der Forschung nicht (!) der Sohn von Jacob van Toorenvliet.